# The Last Supper (film, 1994)
Pour l’article homonyme, voir The Last Supper.
Pour plus de détails, voir Fiche technique et Distribution.
The Last Supper est un film canadien réalisé par Cynthia Roberts, sorti en 1994.

## Synopsis
Chris, un danseur, se meurt du sida. Il décide de recourir à l'euthanasie pour mettre fin à ses souffrances. Avec son médecin et son compagnon Val, il organise son repas d'adieu.

## Distribution
- Daniel MacIvor : Dr. Parthens
- Ken McDougall : Chris
- J.D. Nicholsen : Val

## Récompenses
- Teddy Award 1995